# 别尔江斯克游击队
别尔江斯克游击队（羅馬化：Berdianska partyzanska armiia）是一个在别尔江斯克活动的乌克兰地下抵抗组织，该组织参与了反对俄罗斯占领扎波罗热的行动。